# 免疫组学
免疫组学是使用全基因组方法研究免疫系统调节和对病原体的反应的学科。随着基因组学和蛋白质组学的技术的兴起，科学家已经能够可视化生物网络并推断基因和/或蛋白质之间的相互关系; 最近，这些技术已被用于帮助更好地了解免疫系统的功能和如何被调控。基因组的三分之二在一种或多种免疫细胞类型中是有活性的，但同时在给定类型的细胞中少于1％的基因被唯一地表达。 因此，如果能将免疫细胞类型的表达模式在相互关联的背景下解密分析，而不是作为个体进行单独研究，以使他它们的作用被正确地表征并相互关联。。免疫系统的缺陷，如自体免疫性疾病，免疫缺陷病毒和恶性肿瘤，可从病理过程的基础知识中获益。例如，分析基因表达的系统变异可以将这些模式与针对免疫功能重要的特定疾病和基因网络相关联。
传统上，研究免疫系统的科学家不得不在个别的基础上搜索抗原，并确定可以刺激免疫反应的这些抗原（“表位”）的蛋白质序列。 该方法要求将抗原从整个细胞中分离，消化成较小的片段，并针对T细胞和B细胞进行测试以观察T细胞和B细胞反应。这些经典方法只能将该系统视为静态的，并且需要大量的时间和劳动。
免疫学通过其将整个免疫系统看作是动态模型的能力，使得这种方法更容易。它揭示了一些免疫系统最显着的特征是其组成细胞的持续运动，周转和可塑性。此外，目前的基因组技术，如微阵列，可以随着时间捕获免疫系统基因表达，并可以跟踪微生物与先天免疫系统细胞的相互作用。新的蛋白质组学方法，包括T细胞和B细胞-表位作图，也可以加速科学家发现抗体-抗原关系的步伐。
免疫组学是免疫学的一个新兴分支，利用高通量的筛选技术（如免疫质谱、免疫微阵列等），对免疫系统进行系统性研究，阐释免疫的分子机制。免疫组学包括免疫基因组学、免疫蛋白质组学、肿瘤免疫组学、免疫信息学等。

## 实际应用

### 疫苗开发
据Stefania Bambini和Rino Rappuoli的报道，“新型强大的基因组学技术增加了疫苗接种可以解决的疾病数量，并减少了发现研究和疫苗开发的时间。”病原体完整基因组序列的可用性与 高通量基因组技术有助于加速疫苗开发。 反向疫苗学使用病毒，细菌或寄生病原体的基因组序列来鉴定潜在地编码促进发病机制的基因的基因（Pathogenesis）。反向疫苗接种的第一个应用确定了针对腦膜炎雙球菌（学名Neisseria meningitidis）血清群B的候选疫苗。计算工具基于序列特征从MenB致病菌株的完整基因组序列中鉴定了600种推定的表面暴露或分泌的蛋白质。
这些推定的蛋白质在大肠杆菌中表达，纯化，并用于免疫小鼠。 使用小鼠免疫血清的测试可以估计抗体对这些蛋白质的保护能力。检查能够诱导强大的免疫反应的蛋白质，通过一组脑膜炎奈瑟菌菌株进行序列保存，并允许进一步选择能够引起针对大多数菌株的免疫反应的抗原。在这些抗原序列的基础上，科学家已经能够开发出针对使用五种抗原来促进免疫力的针对腦膜炎雙球菌的通用“鸡尾酒”疫苗。已经使用类似的方法用于各种其他人类病原体，例如肺炎链球菌，肺炎衣原体，炭疽桿菌，牙龈卟啉单胞菌，結核桿菌，幽门螺杆菌等。此外，已经开始研究开发针对病毒的疫苗。

### 疾病诊断
免疫细胞用于监测和维护身体的受体和信号转导途径的清单产生了反映感染或损伤特征的外周血细胞中改变的基因表达的特征模式。因此，通过将这些细胞作为“间谍”招募来检测不能容易地从宿主培养的隐匿性疾病或药剂，识别外周血细胞的特征性表达谱可能是强大的诊断工具。
例如，成纤维细胞的巨细胞病毒（CMV）感染和T淋巴细胞的HTLV-1感染显示不同的基因表达谱。 CMV感染引起独特的干扰素反应，而HTLV-1感染诱导NF-kB靶基因。根据所使用的细菌菌株的类型而变化，一种类型的白细胞也被再次测试细菌暴露和免疫表达。

## 免疫基因组计划
免疫系统是由相互作用的细胞网络连接的遗传和信号传导途径的网络。免疫基因组计划（Immunological Genome Project，缩写：ImmGen）旨在为小鼠免疫系统中的所有细胞群体生成蛋白质编码基因表达的完整纲要。它分析不同细胞群体中的稳态条件，以及响应由天然遗传多态性，基因敲除，RNAi基因敲低或药物治疗产生的遗传和/或环境扰动。逆向工程或预测免疫细胞调节网络的计算工具使用这些表达谱。
在2008年，免疫基因组计划（ImmGen）涉及美国七个免疫学的和三个计算生物学的实验室，已经确定和描述了涉及免疫系统的超过200个细胞群体。该联盟创建了一个数据浏览器来探索特定基因，共同调控基因的网络，和可以可靠地区分细胞类型的基因的表达模式。原始数据也可从美国国家生物技术信息中心(NCBI)的Gene Expression Omnibus获取。

## 数据库
- Immune Response in silico (IRIS)
- Reference Database of Immune Cells
- 免疫基因组计划（Immunological Genome Project）
- Immune Epitope Database and Analysis Resource (IEDB)
- IMGT
- SYFPEiTHi
- AniJen
- MHCBN
- IPD
- Epitome
- Allergome

## 参阅
- 免疫蛋白质组学（英语：Immunoproteomics）
- 免疫基因组计划
- 免疫学